# チェリク・テムル
チェリク・テムル（モンゴル語: Čerik temür、生没年不詳）は、大元ウルスに仕えた将軍の一人。
『元史』などの漢文史料における漢字表記は徹里帖木児（chèlǐ tièmùér）。

## 概要
チェリク・テムルは中央アジアのアルグン部の出で、祖父はモンゴル帝国に仕えて戦功を立てた名家の出であった。チェリク・テムルは幼いころから大志があり、ケシクテイ（宿衛）に入った後、中書直省舎人に任命された。この頃、朝廷ではテムデルが皇太后ダギの信任を得て専権を振るっており、生殺与奪を握られた高官たちは敢えてテムデルに逆らうことはなかった。しかしチェリク・テムルは果敢にもテムデルを堂々と批判したため、これを恨んだテムデルは水害によって塩課に大損害が出た山東転運司副使に任命したが、チェリク・テムルはこれを大過なく勤め上げ刑部尚書に移った。
南坡の変、天暦の内乱といった政変を経て天暦2年（1329年）にジャヤガトゥ・カアン（文宗トク・テムル）が即位すると、チェリク・テムルは中書右丞、ついで平章政事に任じられて中央の高官とされた。その後、更に河南行省平章政事に転任となり、この頃決壊した黄河流域の復興に務めた。飢饉に陥った民のため官倉から食料を供給した際には、自ら法を破ったことをジャヤガトゥ・カアンに申告したが、これを聞いたジャヤガトゥ・カアンはかえって喜び、龍衣を賜ったという。
至順元年（1330年）、雲南方面でバイクが叛乱を起こすという事件が起こり、チェリク・テムルは討伐を命じられた。チェリク・テムル率いる軍団は規律正しく民を虐げるようなことはなく、また叛乱平定後にチェリク・テムルは賞賜を尽く将士に分け与えたという。その後、上都留守・江浙行省平章政事を経て御史大夫に任じられ、再び地方から中央に戻った。
後至元元年（1335年）、中書平章政事の地位に移り、この頃朝廷を牛耳っていたバヤンとともに科挙廃止を主導した。『元史』チェリク・テムル伝にはこの時科挙廃止に反対した許有壬とバヤンの論争が詳細に記録されている。許有壬の反対にもかかわらず科挙の廃止は実行されたが、後にバヤンが失脚した後に再び復活されている。
その後、チェリク・テムルは妻の弟の娘を我が物としたことなどが問題視され、台臣の弾劾を受けて南安に流され、そこで亡くなった。